# Craig Dowd
Pour les articles homonymes, voir Dowd.
Pas d'image ? Cliquez ici

a Compétitions nationales et continentales officielles uniquement.

b Matchs officiels uniquement.
Dernière mise à jour le 29 janvier 2024.
Craig Dowd, né le 26 octobre 1969 à Auckland, est un joueur de rugby à XV néo-zélandais évoluant au poste de pilier. Il joue 67 fois (dont 60 tests matchs) pour les All-Blacks de 1993 à 2000.

## Biographie
Craig Dowd dispute sa carrière en club néo-zélandaise pour les Auckland Blues et la province d'Auckland.
À Auckland la concurrence est rude, ce qui amene Dowd à jouer pilier droit ou gauche, suivant les opportunités.
Il fait ses débuts avec les Blacks en 1993 avec des matchs contre les Lions britanniques, les Wallabies, les équipes des Samoa, d'Écosse et d'Angleterre.
Il dispute un seul test match en 1994, contre les Springboks.
Il participe à la Coupe du monde 1995, ne manquant qu’un seul match.
Dowd est ensuite sélectionné régulièrement avec les Blacks jusqu’à la Coupe du monde 1999. Il dispute six matchs de cette Coupe du monde, dont la demi-finale perdue contre la France.
Il termine sa carrière internationale à 2000, avec un total de 60 sélections officielles avec les Blacks. Ceci constitue un record pour un pilier néo-zélandais, jusqu'à ce qu'il se fasse dépasser par Greg Somerville en 2008.
En 2001, il rejoint le club anglais des London Wasps. 
Il met un terme à sa carrière de joueur en 2005, et devient immédiatement l'entraîneur des avants des Wasps jusqu'en 2008. Entre 2009 et 2010, il occupe le poste d'entraîneur principal de la province de North Harbour.

## Palmarès

### En équipe nationale
- Finaliste de la Coupe du monde 1995
- Quatrième de la Coupe du monde 1999
- Vainqueur du Tri-nations en 1996, 1997 et 1999

## Statistiques

### En équipe nationale
De 1993 à 2000, Craig Dowd compte 60 sélections avec les All-Blacks, inscrivant 10 points. Avec les Kiwis, il dispute deux Coupe du monde en 1995 et 1999. Il participe à cinq éditions du Tri-nations en 1996, 1997, 1998, 1999 et 2000. 